# Walter Heras Segarra
Walter Jehowá Heras Segarra OFM (ur. 4 kwietnia 1964 w Bulán) – ekwadorski duchowny katolicki, franciszkanin, biskup Loja od 2019.

## Życiorys

### Prezbiterat
22 września 1990 złożył śluby wieczyste w zakonie franciszkańskim. Święcenia kapłańskie otrzymał 15 sierpnia 1992. W zakonie pełnił funkcje m.in. wikariusza prowincjalnego prowincji ekwadorskiej (2000-2003) oraz jej prowincjała (2003-2009).

### Episkopat
25 marca 2009 papież Benedykt XVI mianował go wikariuszem apostolskim wikariatu Zamory w Ekwadorze oraz biskupem tytularnym Vazari. Sakrę biskupią otrzymał 21 maja tego samego roku.
31 października 2019 papież Franciszek mianował go biskupem ordynariuszem diecezji Loja.